# Leo Kok (Zeichner)

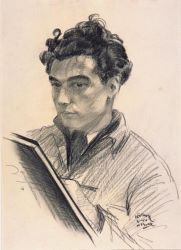
Leo Kok (Selbstporträt von 1944)

Leo Emiel Kok (geboren am 7. Januar 1923 in Berchem bei Antwerpen, Belgien; gestorben am 12. Mai 1945 in Ebensee, Österreich) war ein niederländischer Dekorations- und Reklamemaler, Ausstatter, Kostüm- und Bühnenbildner und Opfer des Holocausts. 

## Leben
Der Sohn eines in Antwerpen tätigen, jüdisch-niederländischen Diamantenschleifers hatte unmittelbar vor dem Einmarsch deutscher Truppen in Belgien (1940) eine Ausbildung zum Dekorateur und Reklamemaler erhalten. Nach der Besetzung des Landes durch die Wehrmacht floh die Familie zurück in die niederländische Heimat, wo Leo Kok als freischaffender Werbegrafiker tätig war. In Geesbrug, wo Kok zuletzt lebte, deportierten ihn deutsche Stellen 1942 in das Durchgangslager Westerbork, wo sich Kok sich als künstlerischer Leiter der Lageraufführungen Max Ehrlichs einen Namen machte. Kok entwarf Bühnenbilder und Kostüme, die er mit den wenigen verfügbaren Mitteln umsetzte.
Kok heiratete im Dezember 1943 die Lagerinsassin Kitty de Wijze, eine Krankenschwester, und beide wurden im September 1944 nach Theresienstadt deportiert. Noch im selben Monat erfolgte Koks Weitertransport in das Vernichtungslager Auschwitz. Seinem jugendlichen Alter und einer recht stabilen Gesundheit verdankte er sein Überleben bis zum Januar 1945, als im Rahmen der allgemeinen „Evakuierung“ von Auschwitz seine erneute Verlegung in das KZ Mauthausen beschlossen wurde. Von da verbrachte man den 21-Jährigen in das Außenlager Ebensee. Dort wurde er in Felsstollen bei der Herstellung so genannter „Wunderwaffen“ für den „Endsieg“ eingesetzt. Bei der Befreiung von Ebensee am 6. Mai 1945 war Kok bereits so geschwächt, dass er nur noch sechs Tage lebte.